# Каратауський фосфоритоносний басейн
Карата́уський фосфоритоно́сний басе́йн — один з найбільших у світі, розташований в Джамбулській і Чимкентській області Казахстану. Центр — місто Жанатас.

## Характеристика
Площа 2,5 тис. км². У межах басейну виявлено 45 родовищ фосфоритів. Найбільші з них: Жанатаське, Кокджонське, Коксуйське, Гіммельфарбське, Учбаське. Загальні запаси і прогнозні ресурси фосфоритів басейну оцінюються в 3,5 млрд т Р2О5 (15 млрд т руди). Експлуатуються Чулак-Тауське, Аксайське, Жанатаське, Кокджонське і Т'єсайське родовища (88% розвіданих запасів).
Каратауський фосфоритоносний басейн розташований на крилі антиклінорія М. Каратау, складеного породами верхнього докембрію і нижнього палеозою. Вони дислоковані в серію паралельних складок і розбиті системою паралельних підкидів, утворюючи лускату будову.
Фосфоритоносна серія складається з 3 основних горизонтів: «нижній доломіт» (6-8 м), крем'янистий (до 15-25 м) і фосфоритовий (до 30-60 м). Останній розчленовується пачкою фосфато-крем'янистих сланців на ниж. і верх. фосфоритові пачки. Фосфорити оолітово-мікрозернисті. Попутні корисні компоненти фосфоритових руд — рідкісноземельні елементи і флуор входять у молекулу фосфату. Шкідливий компонент руд — доломіт.